# Trachelas devi
Trachelas devi is een spinnensoort uit de familie van de Trachelidae.
De wetenschappelijke naam van de soort werd in 2000 gepubliceerd door Vivekanand Biswas & Dinendra Raychaudhuri.